# يوهان شتراوس الثالث
يوهان شتراوس الثالث (في الفترة من 16 فبراير 1866 –  حتى 9 يناير 1939؛ (بالألمانية: Johann Strauß III)‏ ويعرف أيضًا باسم يوهان إدوارد شتراوس، كان ملحنًا نمساويا ووالده إدوارد شتراوس، وعمه يوهان شتراوس الثاني وجوزيف شتراوس، وجده يوهان شتراوس الأول. وكان متعهدًا غير رسمي بمهمة الحفاظ على تراث عائلته بعد حل أوركسترا شتراوس عن طريق والده في عام 1901. لم تتحقق مواهبه بالكامل أثناء حياته إذ تغيرت الأذواق الموسيقية في العصر الفضي مع الملحنين الأكثر شعبية مثل فرانز ليهار وأوسكار شتراوس الذين كانوا يسيطرون على المشهد الموسيقي مع أوبريت، على الرغم أن عمه يوهان شتراوس الثاني أشرف على تدريبه كملحن إلا أنها حقيقة عارضها إدوارد شتراوس.
على الرغم من اهتمامه الشديد بالتلحين، يُذكر أنه كان أفضل حين يعمل مايسترو أما عمله المسرحي الوحيد، فهو أوبريت كاتزي أوند ماوس (Katze und Maus) المكون من ثلاثة ثلاثة فصول وتم تلحينها عام 1898 وأول ظهور لها كان في فيينا في 23 ديسمبر 1898 على مسرح آن دير فيين (Theater an der Wien). وكان رد فعل الجمهور الاستياء الكامل ودعاه النقاد الموسيقيون بالملحن المضطرب وطالبوه بإعادة تقييم أعماله وأن يظهر تحت اسم مستعار، حتى لا يشوه اسم أقاربه المشهورين. ترك النوتة الموسيقية ولحن قطعًا مستقلة منها فالس Sylvianen Op. 1 وليوني Leonie Op. ونجا اثنان منهما من الغموض.
وقدم أيضًا مقطوعات باستخدام الكمان على نمط فورجيجر (Vorgeiger) وعائلته. وفي عام 1903، رفع عائلة شتراوس إلى عصر جديد من التطور عندما سجل دويتشه جراموفون إيه جي الألمانية مقطوعة يوهان شتراوس أوركسترا على سجلات بثمانية جوانب من أعمال عائلته. وبدرجة أساسية كان أول مايسترو في عائلة شتراوس في أعمال التلحين الفعالة لتُسجل بواسطة شركات تسجيل بارزة. آخر أعماله مثل ديم موثجين جيهورت داي فيلت (Dem Muthigen gehört die Welt) (ذا وارلد بيلونجس تو ذا براف The World Belongs to the Brave)، Op. 25، وكرونجس فالس Krönungs-Walzer (كوروناشين والتز Coronation Waltz)، Op. 40، (آخر احتفال تتويج الملك إدوارد السابع) كان أيضًا أكثر شعبية من جهوده في وقت سابق.
مات يوهان شتراوس الثالث في برلين 9 يناير 1939،  عن عمر يناهز 72 عامًا.

## وصلات خارجية
- يوهان شتراوس الثالث على موقع IMDb (الإنجليزية)
- يوهان شتراوس الثالث على موقع ميوزك برينز (الإنجليزية)
- يوهان شتراوس الثالث على موقع ديسكوغز (الإنجليزية)
- يوهان شتراوس الثالث على موقع كينوبويسك (الروسية)